# Arquitectura revolucionaria

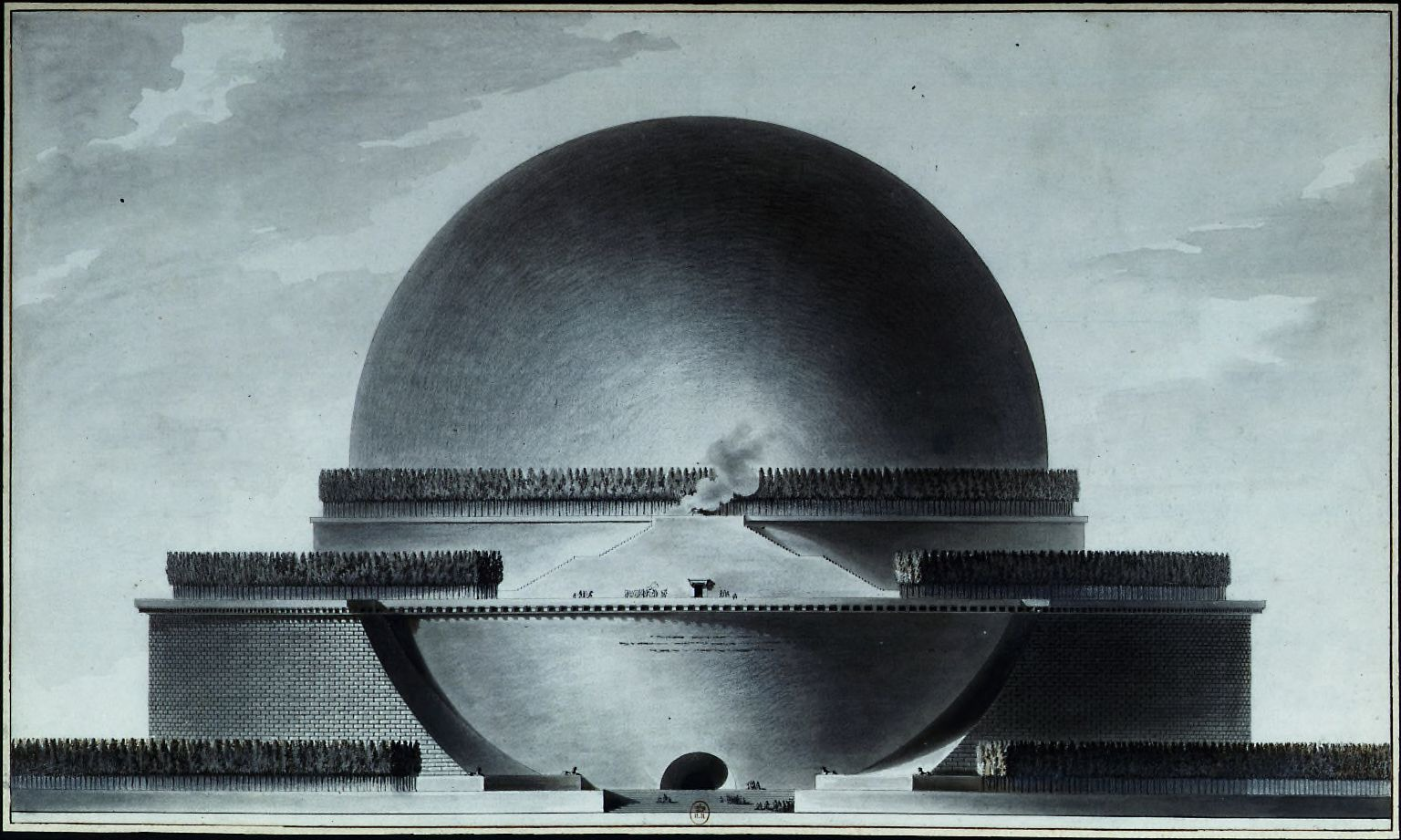
Étienne-Louis Boullée, cenotafio de Newton.

La arquitectura revolucionaria designa la fase del neoclasicismo que, en las vísperas de la Revolución francesa y con la afirmación de la exigencia moral de una nueva sociedad, se caracterizó, en el plano formal, por la alteración del repertorio de la antigüedad clásica, asumiendo al mismo tiempo un intenso valor ético y evocativo, con fuertes tendencias utópicas, simbólicas y visionarias.
“…nunca es posible conocer a una cosa […] en sí misma; sino a través de signos […] que se manifiestan en la mente del contemplador […] al percibir la cosa…” dice Peirce, a lo que Lupin agrega “… el símbolo no puede ser exitosamente estudiado desde la mera intelectualidad; necesita de una acción conjunta entre intuición, emoción e intelecto.”. La interpretación del objeto arquitectónico no es librada al azar por el artista, que proyecta considerando varios niveles perceptivos para obviar lecturas alternativas.
Las formas sensoriales son el vehículo de la metáfora a transmitir junto con la materia que la compone, la técnica para llevarlas a cabo y su implantación, y se los comprende a través de distintos canales: el emotivo, el intuitivo, el rememorativo y el asociativo, vinculados directamente con la individualidad del espectador, y a los cuales el proyectista puede apelar en mayor o menor medida según el caso particular.
La metáfora es en estos casos una parte fundacional, constitutiva del objeto. Las figuras arquitectónicas no pueden separarse de su discurso filosófico, reconcilian el mundo físico con el de las ideas, reproducen un relato inconsciente.
Oxford Languages define la palabra revolución como "cambio violento y radical en las instituciones políticas de una sociedad" o "cambio brusco en el ámbito social, económico o moral de una sociedad". En cualquiera de los dos casos lo que se modifican son las cosmovisiones y los ideales perseguidos por la sociedad, ideales que buscan ser manifestados y difundidos. Es en pos de este objetivo que la arquitectura se convierte en una herramienta de expresión de gran alcance.

## La arquitectura de la Revolución en Francia

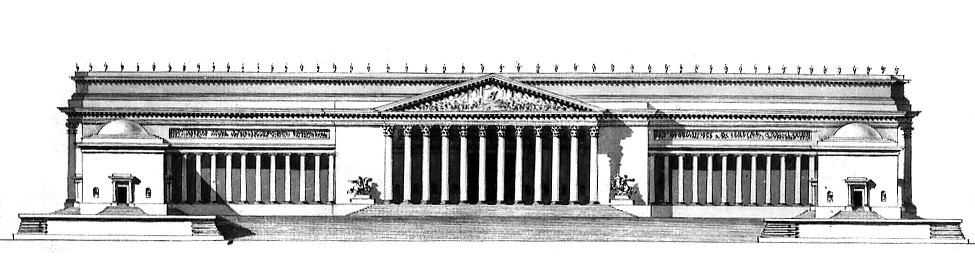
Jacques-Pierre de Gisors, proyecto de un museo de arte, 1779.

En la primera mitad del siglo xviii, los proyectos presentados en la Academia de San Lucas de Roma reflejaban la búsqueda de una grandiosidad de escala y la predilección por las formas geométricas elementales. Los concursos anuales convocados por la Academia romana representaban un aspecto muy importante para la producción arquitectónica de la época, ya que cumplían la tarea de delimitar las nuevas tendencias de la arquitectura internacional.
En torno a 1750, las vistas grandilocuentes se convirtieron en una constante también en la producción académica francesa. Muchos arquitectos, como Jacques-Pierre de Gisors, Pierre-Jules Delespine, Antoine Vaudoyer y Jean-Nicolas-Louis Durand, ejemplifican la grandiosidad visionaria de la arquitectura francesa de finales del siglo xviii. En este contexto, los más influyentes fueron Étienne-Louis Boullée y Claude-Nicolas Ledoux. Estos dos arquitectos dieron inicio a la definición de «arquitectos visionarios» o «arquitectos revolucionarios», es decir, intérpretes de los cambios relacionados con la Revolución francesa, a pesar de que, a nivel biográfico, no habían tenido nada que ver directamente con la Revolución.

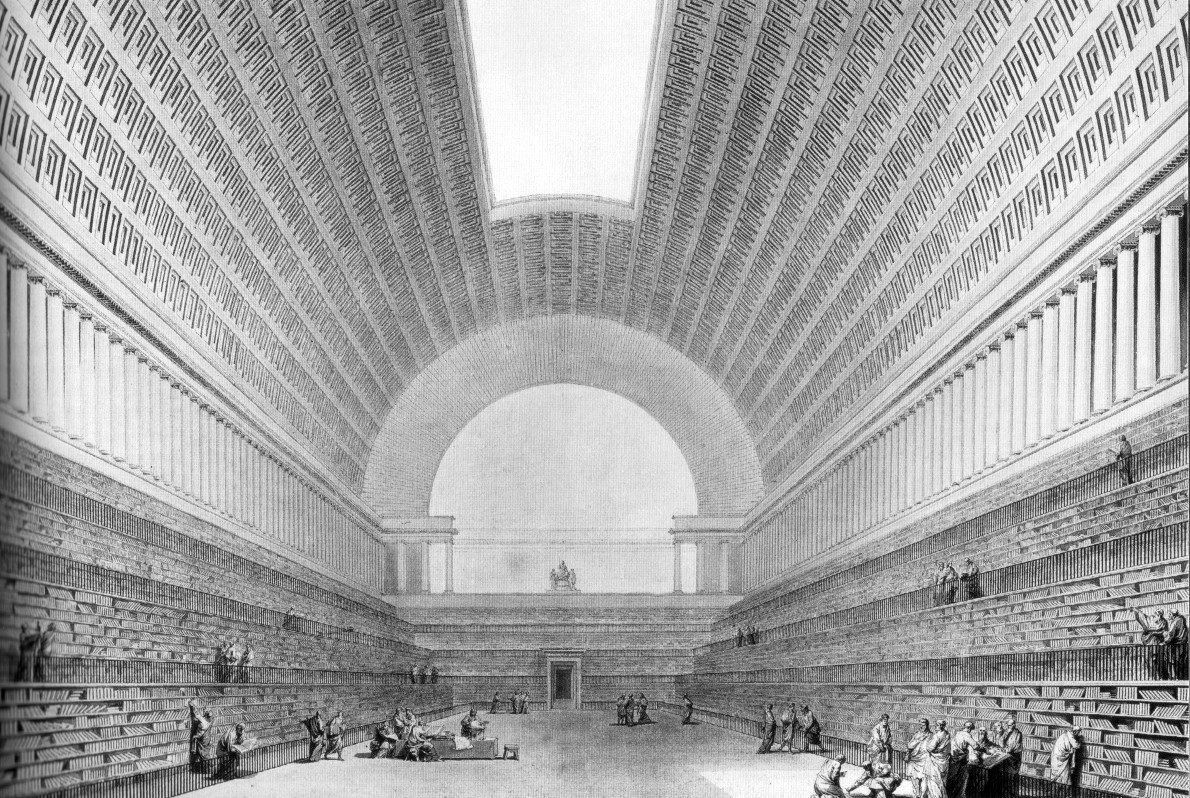
Etienne Louis-Boullée, proyecto de una biblioteca.

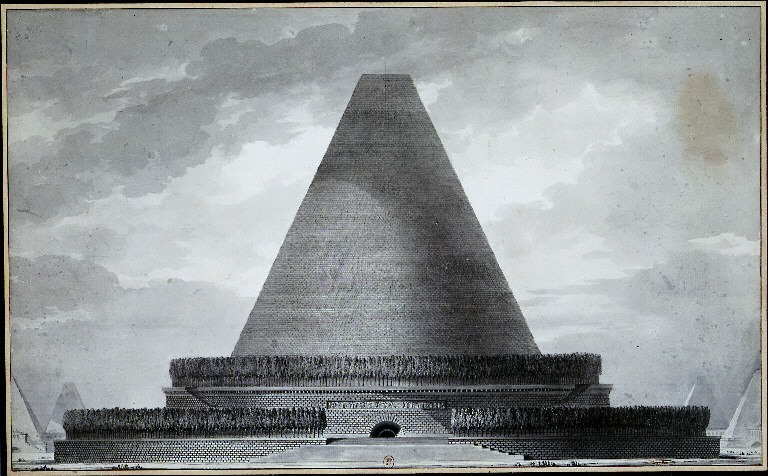
Etienne Louis-Boullée, proyecto de un cenotafio de estilo egipcio.

El punto de inflexión de la arquitectura de Boullée fue el proyecto para la finalización del Hotel Brunoy, que data de 1779 y se caracteriza por sus formas solemnes y pretenciosas. En 1780 presentó una serie de dibujos para la reedificación del Palacio de Versalles, que dejan presagiar las aspiraciones visionarias del arquitecto. En 1781 se dedicó al proyecto de un teatro para la Place du Carrousel, caracterizado por una gran columnata circular y coronado por una cúpula rebajada.
Los sucesivos diseños para la nueva iglesia que se debía construir sobre los cimientos de la todavía incompleta iglesia de la Madeleine de Pierre Contant d'Ivry muestran un edificio grandioso, con bóvedas infinitas y más de tres mil columnas. Estas proporciones colosales, absolutamente fuera de los límites de los recursos de la época, se registran también en los proyectos de un museo y de una biblioteca, en los que las exigencias funcionales parecen no tener ya ninguna relevancia. En otras palabras, Boullée había decidido tratar la arquitectura exclusivamente como una representación pictórica, una representación a menudo oscura y empapada de referencias esotéricas.
Una síntesis de los ideales de Boullée se puede encontrar en proyecto del cenotafio de Newton, una gran esfera vacía que recuerda la inmensidad del universo, evocando sensaciones cósmicas. La esfera se convierte en la imagen de la perfección: simple, simétrica y capaz de ofrecer sugerentes efectos de luz y sombra. Tras la Revolución francesa, sus proyectos pierden cualquier mínima referencia a la realidad: edificios públicos cada vez más grandes, arcos de triunfo, faros y tumbas con forma de pirámide caracterizan la última fase de la producción de Boullée.
Las fantasías de Boullée estuvieron influidas por la obra de Jean-Jacques Rousseau, pero el factor que cambió el modo de pensar de la arquitectura fue la introducción, en Francia, del jardín romántico inglés. A partir de 1770, esta tipología encontró una intensa fortuna en todo el país; el propio Boullée, que probablemente había experimentado con este tipo de proyectos ya en 1765, diseñó un jardín en Issy-les-Moulineaux. Junto a jardines más frívolos, de gusto anglosajón, se crearon muchos otros con objetivos más nobles, de carácter moral, como el de Ermenonville, obra de René-Louis de Girardin, que fue frecuentado por el propio Rousseau. La conexión entre las ideas de Boullée y las de los teóricos del jardín paisajístico son numerosas: el gran teatro de la Place du Carrousel se presenta como una reinterpretación, a escala gigante, del Temple de l'Amour de Versalles (1777-1778), mientras que el cenotafio de Newton parece vincularse a algunos gazebos y pabellones descritos por William Chambers en el volumen Dissertation on oriental garden.

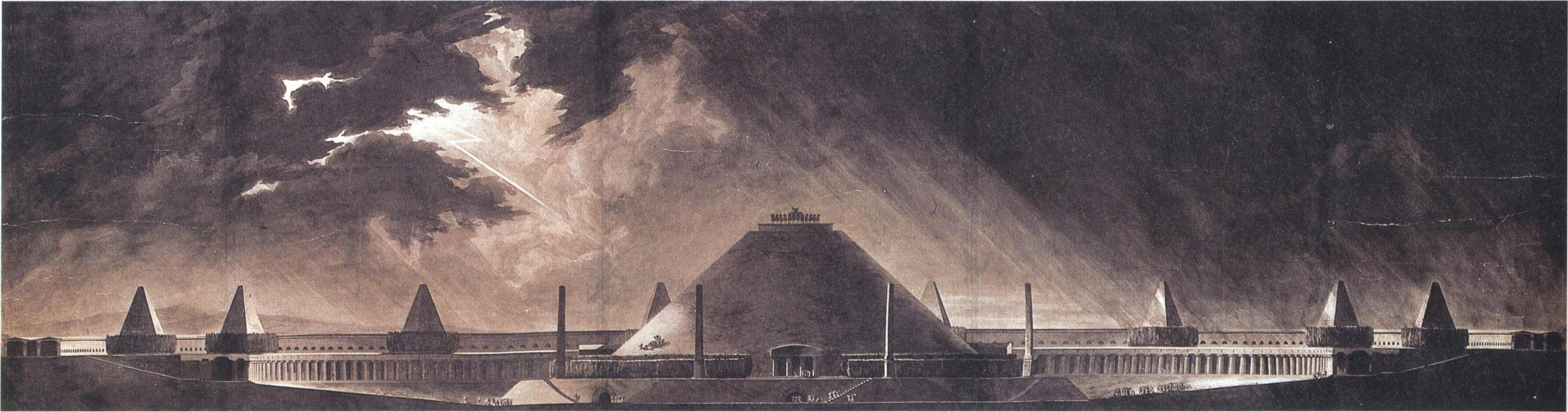
Pierre-François-Léonard Fontaine, monumento sepulcral para los soberanos de un gran imperio, 1785.

Varios arquitectos experimentaron la influencia de los teóricos de lo pintoresco y de Boullée; Antoine Vaudoyer diseñará su Casa de un cosmopolita en 1785, un año después de la presentación del proyecto para el cenotafio de Newton; en ese mismo año, Pierre-François-Léonard Fontaine publicó el diseño de un faraónico monumento sepulcral para los soberanos de un gran imperio.

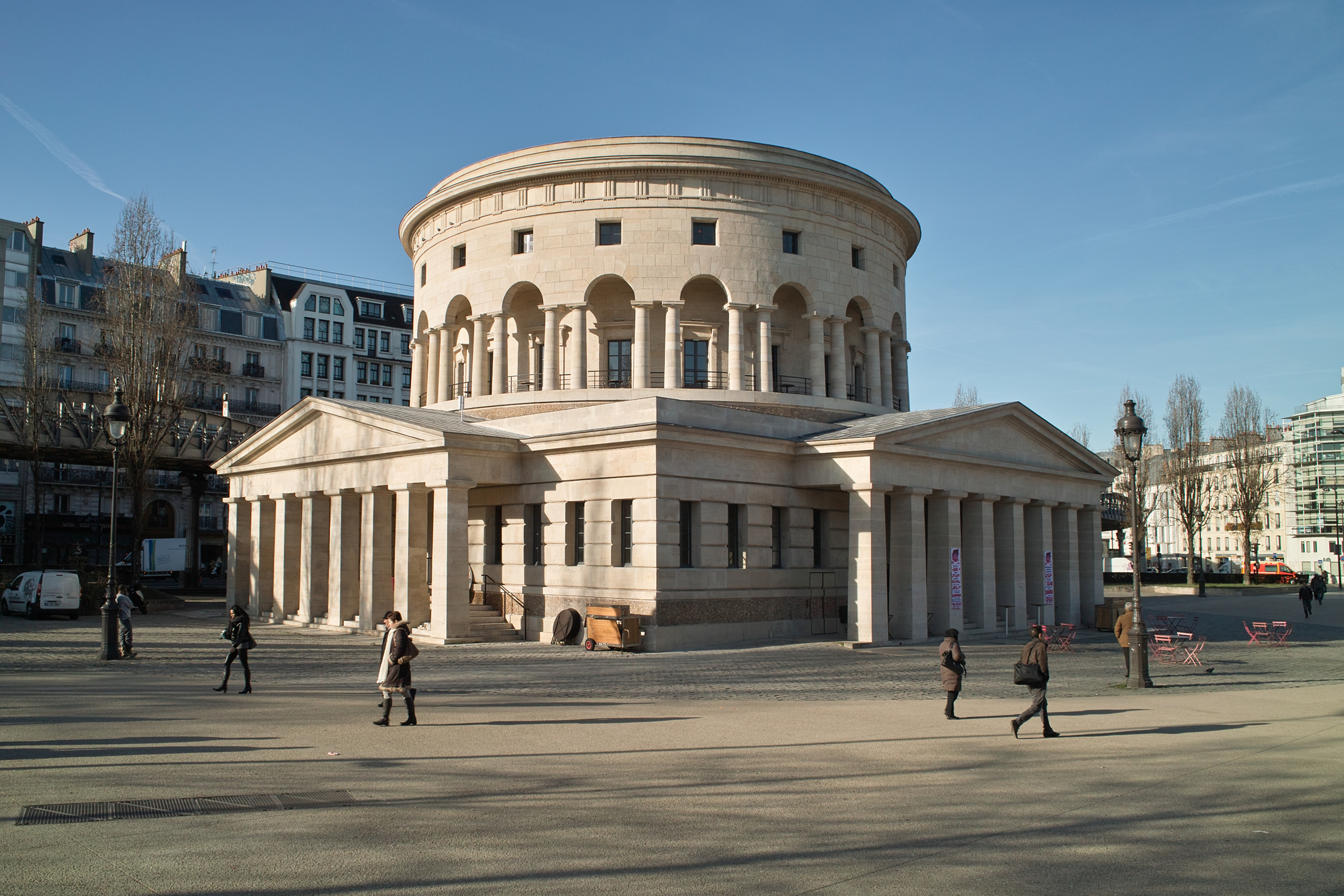
Claude-Nicolas Ledoux, Rotonde de la Villette, París.

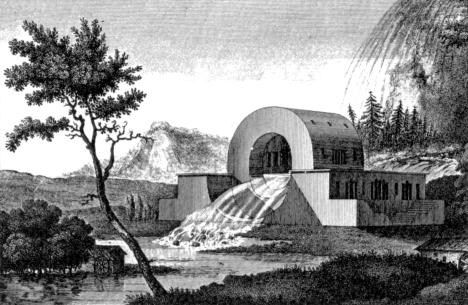
Claude-Nicolas Ledoux, proyecto para la casa de los vigilantes del río.

Si las obras visionarias de Boullée no sobrepasaron el ámbito teórico, la verdadera pasión de Ledoux fue la de construir. Uno de los encargos de mayor importancia para el arquitecto fue la realización de cuarenta barreras para la muralla de París. Iniciadas en 1785 y terminadas en un breve lapso de tiempo, estas barreras constituyeron un ejemplo concreto de una nueva y potente arquitectura, caracterizada por el recurso a las formas geométricas elementales y por una decoración parsimoniosa, una concepción en cierto modo deudora del rígido clasicismo de Jacques Gondouin y de su École de Chirurgie (1769-1775). La mayor parte de estas construcciones fueron demolidas a mediados del siglo xix; de las cuatro barreras que se conservan, la Rotonde de la Villette se presenta como la más significativa, con un gran tambor con un esplendor primordial que corona una compacta masa rectangular.
Uno de los proyectos más célebres de Ledoux es el proyecto de la Salina Real de Arc-et-Senans, cuyos edificios evocan vigor y potencia, al mismo tiempo que presentan un aspecto manifiestamente defensivo. El proyecto de la ciudad ideal de Chaux representa la ampliación sobre bases utópicas de la Salina Real. Este complejo, realizado solo en parte, se mueve a través de un lenguaje profundamente simbólico: por ejemplo, la casa de los vigilantes del río, nunca construida, fue diseñada como un cilindro hueco en cuyo interior debía discurrir el curso de agua, mientras que el cementerio fue concebido como un gran complejo dominado, en el centro, por un cuerpo esférico, similar al cenotafio de Newton de Boullée.
También Ledoux estaba fascinado por el simbolismo y, en particular, por la estrecha correlación entre la forma de un edificio y su función, convirtiéndose en el precursor de la que, en 1852, Léon Vaudoyer definirá como «arquitectura parlante». Con su estilo, claramente inspirado en el de Piranesi, Ledoux sugirió, de manera práctica, el recorrido hacia una arquitectura nueva y radical que Boullée solo había concebido como un ideal abstracto. Ledoux no alcanzó la solemnidad de Boullée, pero en sus obras trasluce un mayor compromiso social, que lo llevará a ser presentado a menudo como precursor del socialismo. De hecho, aunque los proyectos de Ledoux están afectados por la filosofía de la época, ejemplifican también el ideal poético de una arquitectura al servicio de las reformas sociales.
Mucho más controvertida fue la figura de Jean-Jacques Lequeu. Pese a la profunda influencia que ejercieron sobre él Ledoux y Boullée, su indudable capacidad fantástica lo llevó a rozar lo neurótico. Rompió todas las convenciones de la simetría y del gusto, diseñando enormes torres, una lechería con forma de vaca, casas que unían elementos góticos y clásicos...

## Los visionarios ingleses

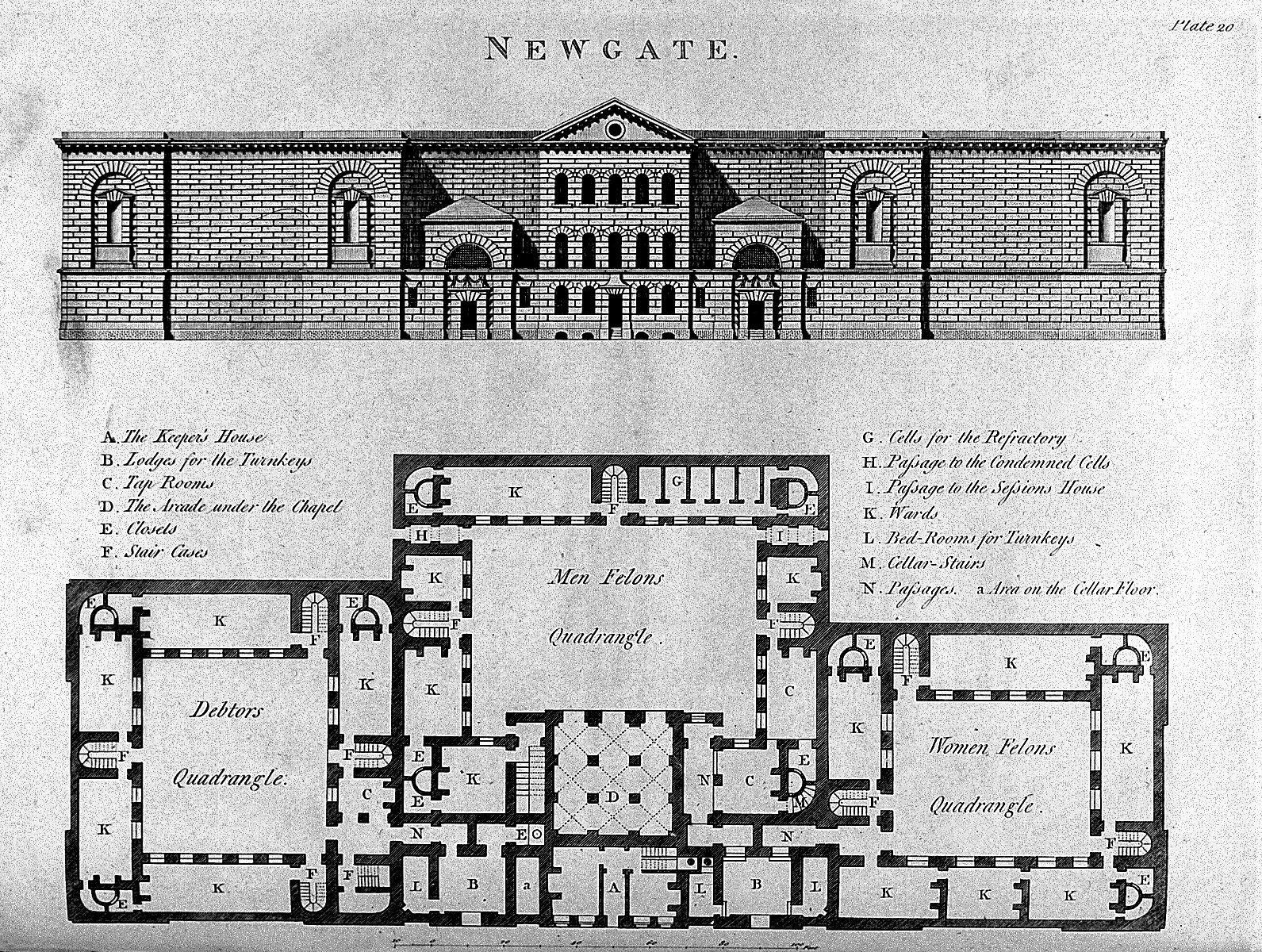
George Dance, prisión de Newgate, Londres.

En 1759 el joven George Dance llegó a Roma, donde conoció a Giovanni Battista Piranesi y realizó los primeros dibujos a escala del Templo de Cástor y Pólux. En 1762 participó en un concurso convocado por la Academia de Parma, con el cual ganó la medalla de oro el año siguiente: se trataba de un complejo caracterizado por cúpulas y paredes con un almohadillado claramente derivado del conocimiento de los concursos convocados por la Accademia di San Luca. Tras volver a Inglaterra, maduró un lenguaje neoclásico cercano al de Claude-Nicolas Ledoux, como demuestra el proyecto de la masiva prisión de Newgate (1770-78), en Londres, que no se conserva.
Hacia 1780 readaptó una casa de campo de Hampshire, dotándola de una sala de baile iluminada desde lo alto, que se puede considerar una anticipación de los esquemas estructurales apreciados por John Soane. Este modelo también fue retomado por Dance en otros proyectos, habitualmente caracterizados por cúpulas o semicúpulas que parecen proceder del templo de Minerva Medica de Roma o del Serapeion de la Villa Adriana de Tívoli, pero que se encuentran también en los proyectos franceses presentados a los grandes premios de arquitectura.

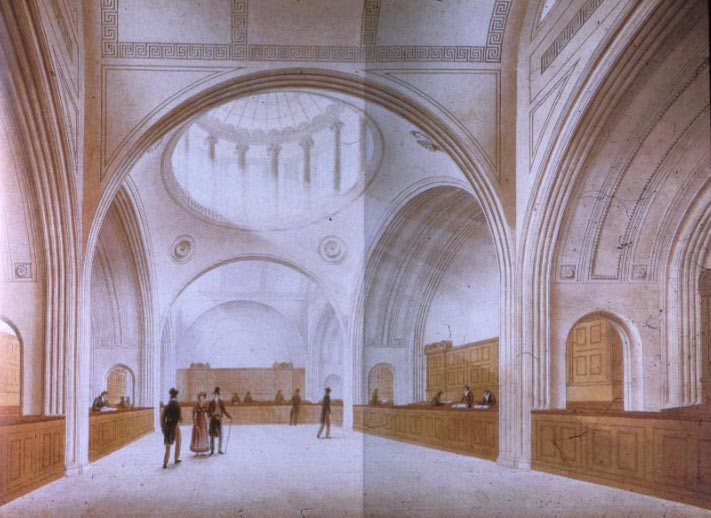
John Soane, Banco de Inglaterra, Old Colonial Office.

Doce años más joven, Soane estudió con Dance y Henry Holland. Considerado por la crítica como casi el representante exclusivo del neoclasicismo revolucionario inglés, Soane fue influido por Dance y sobre todo por Ledoux. El punto de inflexión de su carrera llegó en 1788, cuando obtuvo su primer encargo importante: el del Banco de Inglaterra, en Londres. El exterior, en su configuración original, mostraba una nueva rigidez; también en el interior sus aportaciones parecieron muy austeras debido a las cúpulas rebajadas y a la reducción de la decoración clásica, en un contexto basado en una extrema simplicidad estructural. Sin embargo, el crecimiento fragmentario del edificio del banco, ampliado por Soane con el paso de los años, denota el carácter típicamente inglés y pintoresco del edificio.
Una solución típica de los interiores de Soane son los llamados «techos suspendidos», o marquesinas a cúpula. La primera aparición de esta solución se produjo en el salón de su casa de Ealing, Pitzhanger Manor, una habitación con tonos fúnebres que recuerda a la idea de «arquitectura enterrada» teorizada por Étienne-Louis Boullée para el «Templo de la Muerte»: una arquitectura caracterizada por proporciones bajas, por el uso de materiales que absorben la luz y por impenetrables zonas de sombra. En otros interiores, como la sala de desayuno de su casa de Lincoln's Inn Field, Soane hizo penetrar la luz desde lo alto, generando en el observador un efecto casi sobrenatural, en una síntesis entre la luminosidad misteriosa de la arquitectura visionaria francesa y la tradición pintoresca inglesa del siglo xviii.

## Reflejos del neoclasicismo revolucionario

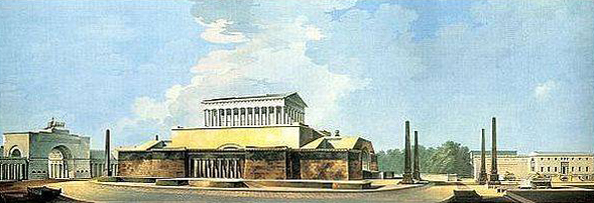
Friedrich Gilly, proyecto para el mausoleo de Federico II el Grande.

En Alemania, los ecos de la arquitectura revolucionaria están relacionados con la figura de Friedrich Gilly. Él formaba parte de un grupo de jóvenes arquitectos que, en el último tramo del siglo xviii, descubrieron la vigorosa belleza del orden dórico. Sus proyectos de un gran teatro en Berlín y del mausoleo de Federico el Grande reflejan su gusto desprovisto de detalles ornamentales y ponen de manifiesto su interés hacia los arquitectos franceses de la Revolución y hacia su modelo, Giovanni Battista Piranesi; Gilly parece anticipar un nuevo estilo, que de alguna manera influirá a Karl Friedrich Schinkel, pero igual que con Claude-Nicolas Ledoux y John Soane, estas promesas no conducirán a una renovación concreta de la arquitectura. Están directamente unidas a Gilly las obras del arquitecto danés Christian Frederik Hansen. Su realización principal, la catedral de Copenhague (1808-29), tiene columnatas dóricas que sostienen una gran bóveda a casetones que recuerda al proyecto de Étienne-Louis Boullée para una gran biblioteca.

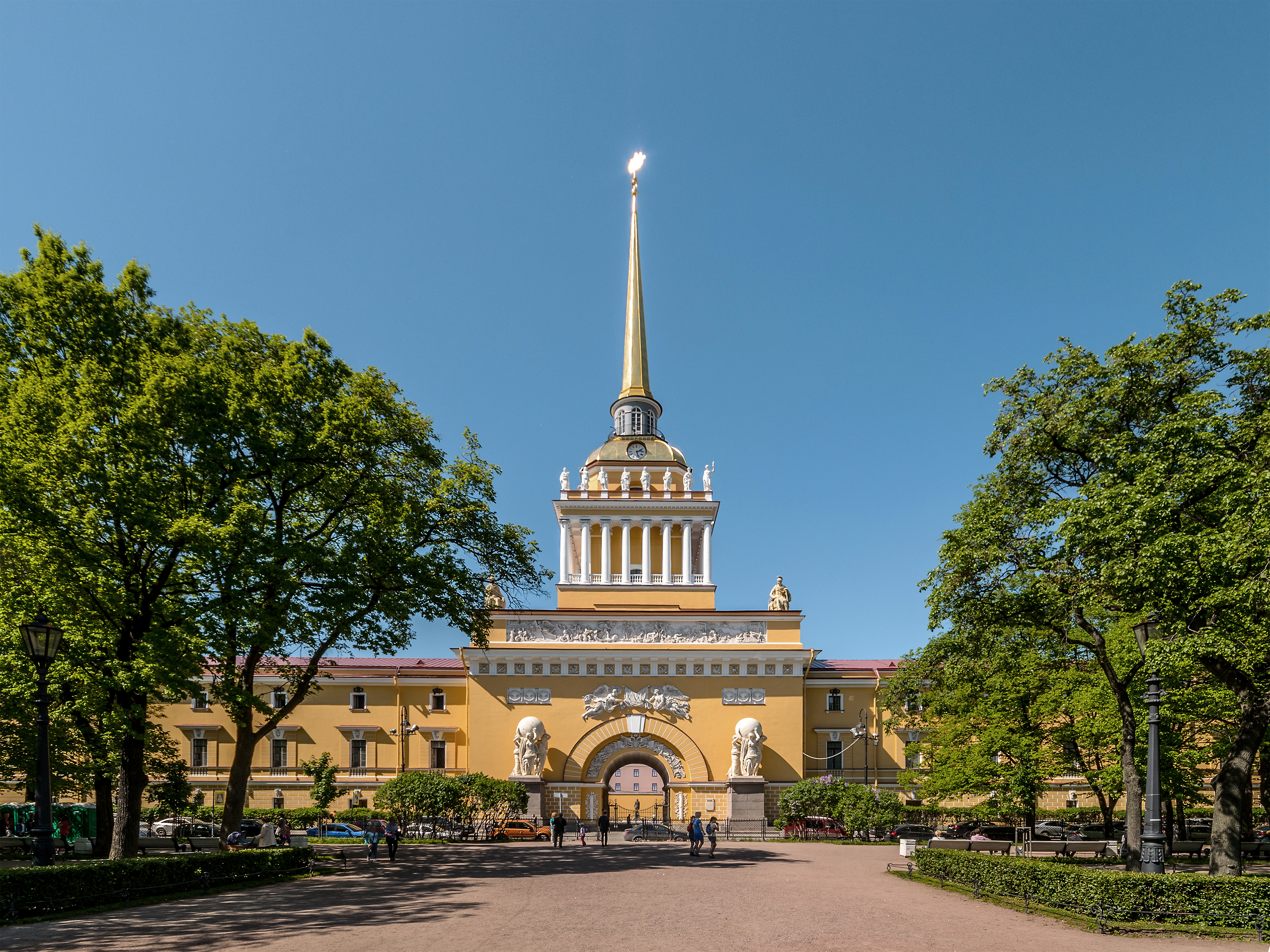
Andrejan Dmitrievič Zacharov, Almirantazgo, San Petersburgo.

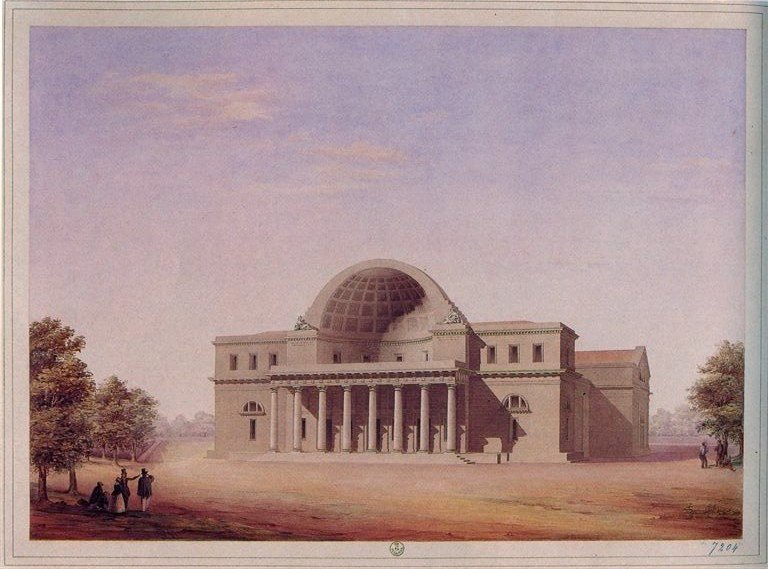
Pasquale Poccianti, Cisternone, Livorno.

En Rusia, el zar Alejandro I coleccionó los diseños de Claude-Nicolas Ledoux, el cual había dedicado al soberano su obra L'architecture considérée sous le rapport de l'art, des moeurs et de la législazion. En este contexto, los arquitectos Jean-François Thomas de Thomon, Andrejan Dmitrievič Zacharov y Vasilij Petrovič Stasov estuvieron influidos profundamente por la cultura francesa. La obra que abre el neoclasicismo en Rusia a principios del siglo xix, la Bolsa de San Petersburgo, de Jean-François Thomas de Thomon, combina elementos de Boullée con referencias extraídas de Paestum; el Almirantazgo de San Petersburgo, proyectato por Zacharov, parece concretar en sus colosales dimensiones el sueño de los arquitectos ilustrados franceses, mientras que en algunas obras de Stasov se aprecia un rígido diseño geométrico similar a los de Ledoux.
También la Italia jacobina produjo numerosos proyectos de estampa clasicista, pero con resultados no particularmente originales. El proyecto del Foro Bonaparte de Milán, de Giovanni Antonio Antolini (1801), está estrechamente conectado a la Salina Real de Arc-et-Senans, pero no alcanza la misma fluidez y concreción: pese a retomar el esquema centrífugo de Ledoux, el proyecto de Antolini parece unido a un excesivo formalismo, con la repetición geométrica de estructuras caracterizadas por la misma forma, pero destinadas a acoger funciones diferentes. Ligeramente posterior, el proyecto del monumento a Napoleón con forma de pirámide con pórticos, diseñado por Giannantonio Selva en 1813, es comparado a menudo con Boullée, aunque todos los elementos que caracterizan este proyecto se encuentran ya en una tabla de Nicolas-Henri Jardin de 1747 que reproduce una capilla sepulcral. Un episodio particularmente interesante se registra en los años de la Restauración, en el Gran Ducado de Toscana, con la realización del Cisternone de Livorno (1829-42), una obra digna del Ledoux de Arc-et-Senans, y considerado el intento más logrado en Italia, y quizá en toda Europa, de realizar los sueños de los visionarios del otro lado de los Alpes. Proyectado por Pasquale Poccianti para la acumulación y la distribución de las aguas del acueducto de la ciudad, tiene una fachada caracterizada por un fuerte valor simbólico; la carga comunicativa está confiada a una semicúpula a casetones, una especie de cáscara que constituye una alusión al uso del edificio.
En los Estados Unidos, Thomas Jefferson se inspiró quizá en el Hôtel Guimard de Ledoux para diseñar el pabellón ix de la Universidad de Virginia. Otro arquitecto, Benjamin Latrobe, proyectó la Supreme Court Chamber del Capitolio de Washington, dejando percibir una estrecha afinidad con las obras de Ledoux y John Soane. En los modelos franceses y en los de Karl Friedrich Schinkel se basó en cambio Thomas U. Walter en el proyecto del Capitolio de Ohio (1838).

## Arquitectura revolucionaria, Movimiento Moderno y posmoderno

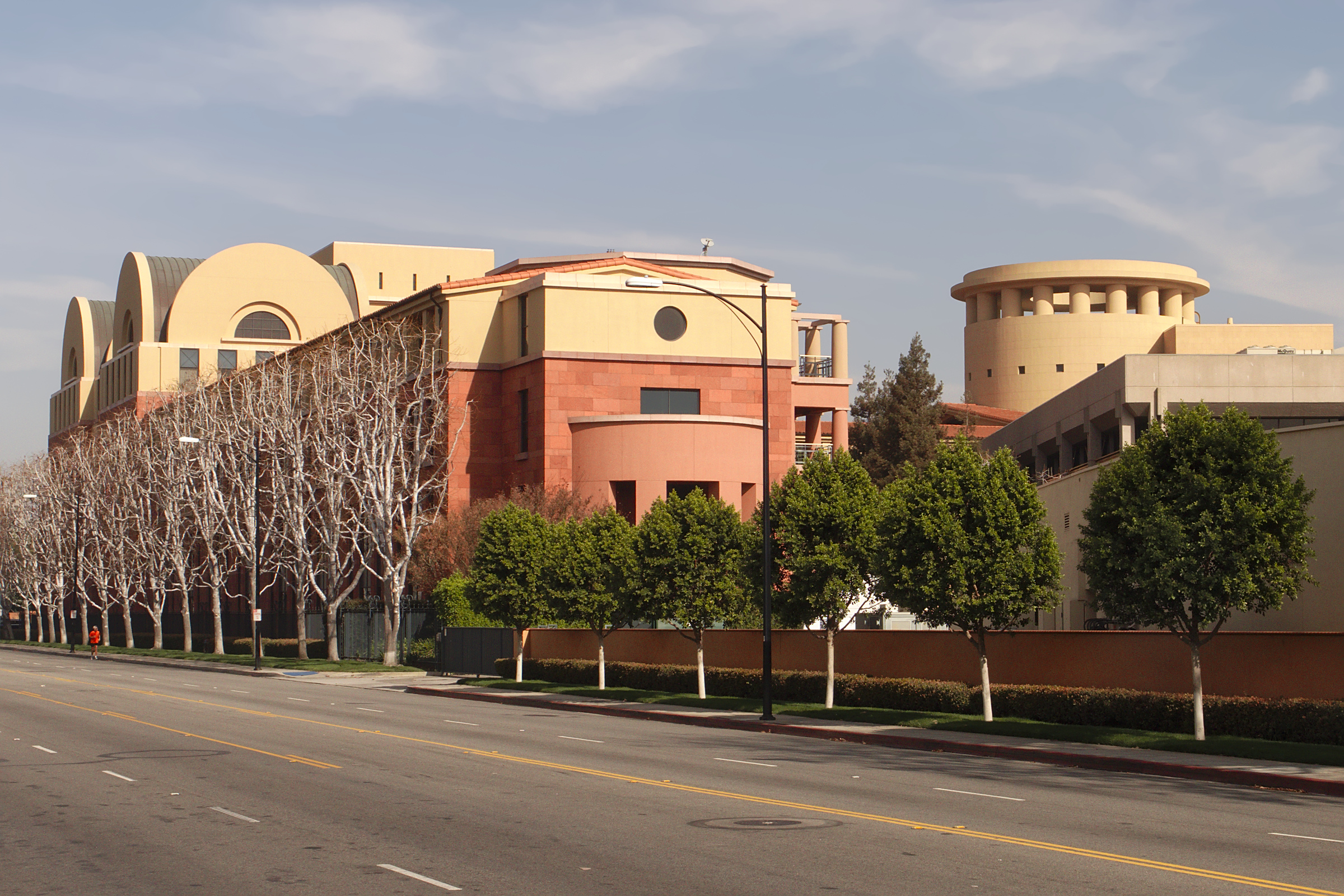
Michael Graves, Team Disney Building en Burbank (California).

Tras la Revolución, Francia sufrió un ralentización de la actividad inmobiliaria, que se caracterizó por construcciones de escasa originalidad. Las promesas de una arquitectura completamente nueva no se cumplieron, aplastadas por las incertidumbres debidas al crecimiento rápido y desordenado de las ciudades en el siglo xix, que impulsaron a muchos arquitectos a buscar un refugio seguro en el pasado. Además, sus principales clientes pertenecían a esa nueva clase burguesa enriquecida rápidamente y animada por grandes energías, pero dotada de escasa cultura, que sintiéndose desligada de cualquier obligación hacia las reglas del buen gusto, alteró esa unidad estilística que había caracterizado la arquitectura hasta el siglo xviii, orientando el siglo xix hacia el eclecticismo. En este contexto, los arquitectos revolucionarios fueron olvidados por la historiografía académica. Posteriormente, el ideal racionalista que caracterizará las vanguardias a partir de los años veinte y treinta del siglo xx, con la Bauhaus y Le Corbusier, conducirá a un redescubrimiento del rigor geométrico de los que, en 1952, Emil Kaufmann definirá «arquitectos revolucionarios».
La relación entre la arquitectura revolucionaria y el Movimento Moderno ha sido ampliamente analizada por la crítica. Algunos estudiosos han identificado precisamente en Étienne-Louis Boullée y Claude-Nicolas Ledoux el inicio de un proceso de racionalización y simplificación figurativa que anticipa el desarrollo del Movimento Moderno, a partir de los arquitectos de la escuela vienesa Adolf Loos, Josef Hoffmann y Oskar Strnad, hasta llegar a Le Corbusier. También se encuentran citas de los arquitectos de la Revolución en el posmodernismo, por ejemplo en algunas obras de Aldo Rossi, Arata Isozaki, Michael Graves, Philip Johnson y Mario Botta.
Por último, la arquitectura revolucionaria se puede poner en relación con los colosales proyectos elaborados por los regímenes totalitarios de la primera mitad del siglo xx; en el proyecto del Volkshalle de Berlín, Albert Speer adoptó las mismas formas del cenotafio de Newton diseñado por Boullée para producir un volumen capaz de reunir y representar las ambiciones de la Alemania nazi.